# یواس‌اس سنتینل (ای‌ام‌سی‌یو-۳۹)
یواس‌اس سنتینل (ای‌ام‌سی‌یو-۳۹) (به انگلیسی: USS Sentinel (AMCU-39)) یک کشتی بود که طول آن ۱۵۹ فوت (۴۸ متر) بود. این کشتی در سال ۱۹۴۴ ساخته شد.